# Laeti
Laeti, al singolare laetus, è una parola latina che nel tardo Impero romano stava ad indicare quei barbari che avevano ricevuto il permesso di insediarsi sul territorio imperiale, ricevendo la proprietà delle zone occupate, in cambio dell'impegno a fornire reclute per l'esercito romano. La parola ha un'origine incerta: secondo l'opinione maggiormente diffusa deriverebbe da una parola germanica il cui significato sarebbe "servo" o "colono semi-libero", ma altri studiosi suggeriscono una origine latina, celtica o iraniana.

## Origini
I Laeti erano gruppi di migranti provenienti dalle tribù che vivevano al di là dei confini dell'Impero e che erano rimaste in contatto costante e in uno stato di conflitto intermittente con i Romani sin da quando i confini settentrionali dell'Impero si erano stabilizzati nel I secolo, sotto il regno di Augusto. In Occidente queste tribù erano principalmente Germani, che vivevano oltre il Reno, o Sarmati, nomadi a cavallo di origine iraniana che si erano mossi dalle steppe euroasiatiche per occupare la Grande pianura ungherese, posta al di là del Danubio dalla provincia romana della Pannonia. Non vi è notizia di laeti nella parte orientale dell'Impero.
Sebbene le fonti letterarie menzionino i laeti solo a partire dal IV secolo, è possibile che esistessero già nel II secolo: lo storico del III secolo Cassio Dione racconta che l'imperatore Marco Aurelio (161-180) concesse delle terre vicine alla frontiera in Germania, Pannonia, Mesia e Dacia, e persino in Italia, a gruppi di Marcomanni, Quadi e Iazigi catturati durante le guerre marcomanniche, sebbene poi Marco Aurelio espellesse quelli che si erano insediati in Italia a seguito di una rivolta; questi coloni potrebbero essere i laeti originali. Esistono inoltre prove dell'esistenza della pratica di insediare gruppi di barbari sin dall'epoca di Augusto: durante il suo regno, alcuni gruppetti distaccati da tribù germaniche che vivevano sulla sponda orientale del Reno furono trasferiti, a loro richiesta, sulla sponda orientale dello stesso fiume, controllata dai Romani; si trattava dei Cugerni, una etnia dei Sugambri, e degli Ubii. Nel 69 l'imperatore Otone mise in atto lo stanziamento di gruppi di Mauri dall'Africa settentrionale nella provincia dell'Hispania Baetica. Considerata l'evidenza di diverse unità ausiliare con i nomi di queste tribù nel I e II secolo, è probabile che la loro accoglimento nell'impero sia avvenuto in cambio di un qualche tipo di obblighi militari: Tacito afferma che gli Ubii ebbero l'incarico di difendere la sponda occidentale del Reno, facendone dei laeti in tutto tranne che nel nome.

## Organizzazione
L'esatta condizione legale degli insediamenti di laeti è oscura, è possibile che fossero tutte uguali o che le condizioni cambiassero insediamento per insediamento; non è chiaro neppure se le condizioni applicate ai laeti fossero le stesse dei gentiles o dediticii (i barbari che si arrendevano) o ai tributarii (le popolazioni che versavano tributi all'Impero). È possibile che i nomi potessero essere utilizzati intercambiabilmente, o che si riferissero a comunità distinte dal punto di vista legale, con obblighi e privilegi differenti; probabilmente i termini laeti e gentiles potrebbero indicare la stessa condizione, in quanto sono utilizzati nelle stesse sezioni della Notitia dignitatum per indicare insediamenti volontarii. Se il termine laetus derivasse dalla parola latina laetus ("lieto"), potrebbe essere stato utilizzato inizialmente per distinguere coloro che si insediavano volontariamente dai dediticii, che erano prigionieri e probabilmente insediati a condizioni meno favorevoli; allora i tributarii erano probabilmente gruppi non insediati all'interno del territorio imperiale ma al di fuori di esso e gravati dal pagamento di tributi o comunque da una relazione clientelare con Roma.
I gruppi di laeti in grado di riprodursi, quelli comprendenti cioè donne e bambini, ricevevano dall'amministrazione delle terre, dette terrae laeticae, dove insediarsi; sembra che questi territori formassero amministrazioni militari distinte dalle province in cui si trovavano, in quanto ciascun insediamento era sotto il controllo di un praefectus laetorum (talvolta chiamato praefectus gentilium), come nel caso del praefectus gentilium Sarmatarum Novariae che controllava i gentiles di origine sarmata stanziati a Novara in Italia settentrionale; altre volte un praefectus era incaricato di amministrare tutti gli insediamenti esistenti in una certa regione, come suggerito dall'esistenza di un praefectus gentilium Sarmatarum Calabriae at Apuliae, "prefetto dei gentiles sarmati in Apulia et Calabria". Questi praefecti erano ufficiali militari che rispondevano direttamente al magister militum praesentalis, il comandante supremo dell'esercito nella parte occidentale dell'impero.
In cambio dei privilegi di essere ammessi nell'impero e di ricevere le terre, i laeti avevano l'obbligo di fornire reclute per l'esercito romano, verosimilmente in proporzioni maggiori di quanto non lo fossero già normalmente le comunità che erano sottoposte a coscrizione durante il tardo impero. Il trattato che garantiva ai laeti una terra poteva prevedere un reclutamento una tantum o un certo numero di reclute ogni anno; più probabilmente si trattava di una certa percentuale di tutti i laeti maschi che ogni anno raggiungevano l'età per il servizio militare (16 anni). Un possibile parallelo potrebbe essere le condizioni del trattato stipulato tra l'Impero romano e la tribù dei Batavi stanziata nella Germania inferiore durante il I secolo: è stato calcolato che nell'epoca giulio-claudia metà dei maschi batavi che raggiungevano l'età del servizio militare erano reclutati nelle auxilia romane.
Come nel caso dei Batavi, che ricevevano questo privilegio in cambio dell'enorme contributo in termini di soldati, anche i laeti erano probabilmente esenti dal pagamento del tributum, la tassazione diretta sulle terre e le persone fisiche. Un decreto del 409 garantiva ad un insediamento di Sciri l'esenzione dalle tasse e dal servizio militare per 20 anni, ma si trattava di un insediamento che aveva lo scopo di aumentare la produzione agricola e il decreto dispone esplicitamente che i barbari insediati fossero noti come coloni e non diversamente; si ritiene che questo decreto sia una prova che l'esenzione dal pagamento delle tasse e dal servizio militare fosse una concessione eccezionale.
Esiste un dibattito riguardo alla possibilità che le reclute laeti formassero unità separate o fossero in tutto uguali alle altre reclute. La posizione tradizionale è che i praefecti laetorum o gentilium menzionati nella Notitia dignitatum fossero comandanti di unità composte dei laeti loro affidati, come suggerito dal fatto che tali prefetti rispondevano direttamente al magister militum praesentalis. Una seconda interpretazione, invece, afferma che i laeti erano inquadrati normalmente in ogni tipo di unità e che la formazione di unità composte da soli laeti fosse una eccezione; in tal caso i prefetti laetorum/gentilium avrebbero avuto solo compiti amministrativi. La prova a sostegno di questa interpretazione sarebbe un decreto del 400, contenuto nel Codice teodosiano, col quale si autorizza il magister militum praesentalis ad assoldare laeti alemanni e sarmati assieme ad altri gruppi, quali i figli dei veterani.
Cionondimeno è attestata l'esistenza di unità composte solo da laeti. Gli eserciti praesentales (eserciti campali di scorta all'imperatore) d'Oriente e d'Occidente comprendevano delle scholae (unità di élite) di gentiles, probabilmente formate da laeti. Vi è anche notizia di una unità regolare chiamata Laeti nel racconto dello scontro tra gli imperatori Costanzo II e Giuliano nel 361 e di un'altra chiamata Felices Laetorum attestata in Italia nel VI secolo. Le unità ala I Sarmatarum e numerus Hnaudifridi, attestate nella Britannia romana del III secolo, potrebbero essere state formate da laeti.

## Notitia dignitatum
La fonte principale delle informazioni sui laeti è la Notitia dignitatum un documento elaborato tra la fine del IV secolo e gli inizi del V secolo che contiene una lista delle posizioni amministrative e militari dell'Impero romano. La lista manca di diverse sezioni e presenta alcune lacune; inoltre la parte relativa all'Oriente risale dal 395, mentre quella relativa all'Occidente risale al 420 circa, con alcune informazioni risalenti probabilmente al 379 circa; dunque non tutte le posizioni presenti sono state valide contemporaneamente e non tutte le posizioni esistite sono elencate.
La Notitia menziona insediamenti di laeti solo in Italia e Gallia, e persino le due liste di praefecti laetorum preservatesi sono incomplete, ma presenta indizi dell'esistenza di tali insediamenti anche nelle province danubiane. Inoltre le liste presentano alcuni errori: nella lista dei praefecti laetorum di Gallia sono inclusi quelli per i Lingoni, i Nervii e i Batavi, popolazioni che risiedevano all'interno dell'Impero romano sin dai tempi di Augusto e che, all'epoca della stesura del documento, avevano fornito reclute alle auxilia romane per quattrocento anni ed erano cittadini romani da due secoli e che non potevano, dunque, essere considerati laeti. Probabilmente il testo è quindi corrotto in queste sezioni: i copisti medioevali potrebbero aver confuso i nomi geografici (Nerviorum, "[il territorio] dei Nervii") con quelli etnici, sebbene sia stata avanzata anche la possibilità che questi nomi facciano riferimento a persone provenienti da quelle zone.
L'elenco pervenuto contiene 34 elementi riguardanti i laeti, ma alcuni di questi riguardano diversi insediamentei, mentre ben due pagine sembrano mancanti: per questo motivo il numero di insediamenti totali in Occidente potrebbe essere stato nell'ordine delle centinaia.

### Lista degli insediamenti dilaetinoti
Il titolo XLII della pars Occidentalis della Notitia dignitatum contiene due liste di prefetti di laeti, una per i praefecti laetorum di Gallia e una per i praefecti gentilium Sarmatarum in Italia e Gallia, tutti sotto il comando del magister peditum praesentalis.
Praefecti laetorum in Gallia
- (tribù non identificata) et Suevi a Baiocas e Constantia, Lugdunensis II
- Suevi: Ceromannos e un altro posto sconosciuto in Lugdunensis III
- Franchi: Redonas, Lugdunensis III
- Teutoniciani: Carnunta, Lugdunensis IV
- Suevi: Arumbernos, Aquitanica I
- Taifali: Poitiers, Aquitanica
- (tribù non identificata): dispersi per la Belgica I
- Acti: Epuso, Belgica I
- (tribù non identificata): Fanomantis, Belgica II
- (tribù non identificata): Nemetacum, Belgica II
- (tribù non identificata) Contraginnenses: Noviomagus, Belgica II
- gentiles non meglio specificati: Remo e Silvamectum, Belgica II
- Lagenses: vicino ai Tungri, Germania II
- (sezione sostanziale mancante)

praefecti gentilium Sarmatarum in Italia
- Apulia et Calabria
- Brutii et Lucania
- Forum Fulviense
- Opittergum (Oderzo, Veneto)
- Patavium  (Padova, Veneto)
- (luogo mancante)
- Cremona (Cremona, Lombardia)
- Taurini (Torino, Piemonte)
- Aquae sive Tertona (Tortona, Piemonte)
- Novaria (Novara, Piemonte)
- Vercellae (Vercelli, Piemonte)
- Regio Samnites (Sannio, Campania)
- Bononia in Aemilia (Bologna, Emilia-Romagna)
- Quadratae et Eporizium (Gorizia?, Friuli)
- (in Liguria) Pollentia (Pollenzo, Piemonte)

praefecti gentilium Sarmatarum in Gallia
- Pictavi (Poitiers):
- a Chora Parisios usque (regione di Parigi)
- inter Remos et Ambianos Belgica II (regione della Champagne)
- per tractum Rodunensem et Alaunorum (nella zona di Rennes?)
- Lingones (Langres)
- Au... (nome illeggibile)
- (due pagine mancanti)

La Notitia menziona anche un tribunus gentis Marcomannorum sotto il comando del dux Pannoniae et Norici e un tribunus gentis per Raetias deputatae ("tribuno dei nativi delle province della Rezia"). Questi Marcomanni erano probabilmente anche laeti e potrebbero essere i discendenti delle popolazioni stanziate nella zona nel II secolo da Marco Aurelio.

## Conseguenze degli insediamenti dilaeti
Le liste di insediamenti di laeti presenti nella Notitia dignitatum, per quanto incomplete, sono una testimonianza importante della loro proliferazione nel IV secolo: questa diffusione, così come il gran numero di unità con nomi barbarici all'interno dell'esercito romano del tardo impero, è all'origine della teoria della "barbarizzazione" come causa della caduta dell'Impero romano, nata con l'opera dello storico britannico del XVIII secolo Edward Gibbon, Decline and Fall of the Roman Empire. Secondo questa ricostruzione, un fattore critico per la disintegrazione dell'Impero romano d'Occidente nel V secolo fu l'affidamento sempre maggiore che i Romani fecero sui barbari come reclute e comandanti per il loro esercito, mentre i Romani stessi divennero molli e poco inclini al servizio militare. Le reclute barbariche non avevano lealtà verso Roma e ne tradirono ripetutamente gli interessi. Questo punto di vista non distingue tra laeti, foederati e mercenari.
Secondo altre ricostruzioni, non esistono prove a favore dell'ipotesi che ufficiali o soldati barbarici fossero meno leali di quelli Romani, mentre sembrerebbe che i laeti fossero reclute di prima qualità per il tardo esercito romano.